# Eugène Villette
Pour l’article homonyme, voir Villette.
Eugène Villette, né le 13 novembre 1826 à Meung-sur-Loire et mort le 22 octobre 1895 à Deauville, est un photographe français.

## Biographie
Il participe aux expositions de Londres en 1862, Paris en 1867 et Le Havre en 1868.
Il a un studio rue des Saints-Pères à Paris.